# 147
147 је била проста година.

## Догађаји
- Марко Аурелије добија царска овлашћења, од цара Антонина Пија.
- Почињу фестивали у част 900. годишњице оснивања Рима.
- Краљ Вологас III од Партије умире после 42-годишње владавине, у којој се успешно борио са својим ривалима.
- Краљ Вологас IV од Партије, син Митридат V од Понта, уједињује Партско царство под својом влашћу.